# Barrocas (España)
Barrocas es un lugar de Valladares, Vigo que en el padrón del año 2015 tenía 685 habitantes de los cuales 328 eran hombres y 357 mujeres.

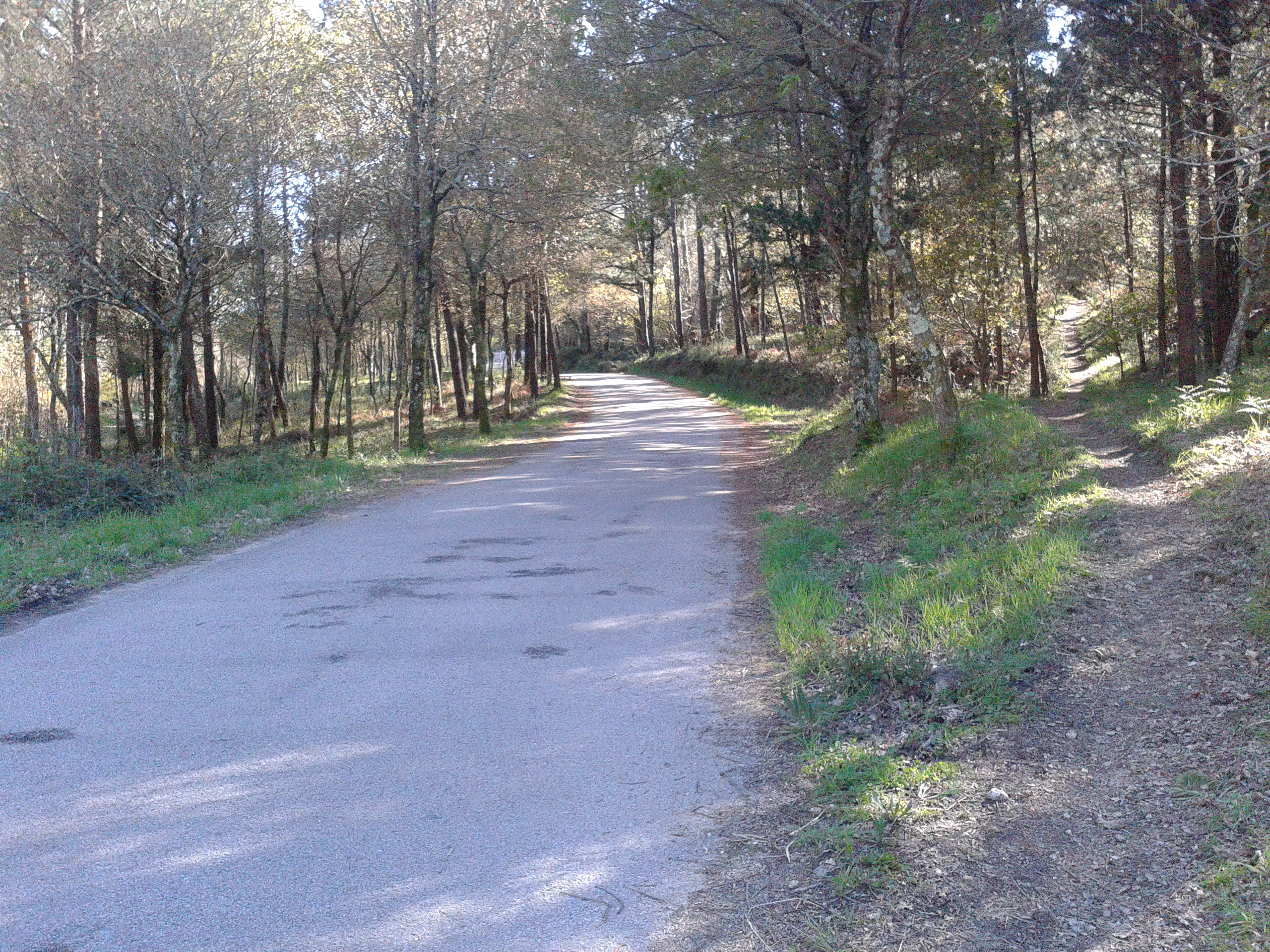
Carretera de As Barrocas en el 2016

## Masa forestal
Su vegetación es principalmente de eucaliptos y frondosas, debido la gran concentración de esta especie en el Monte del Alba.